# Xota Rustaveli

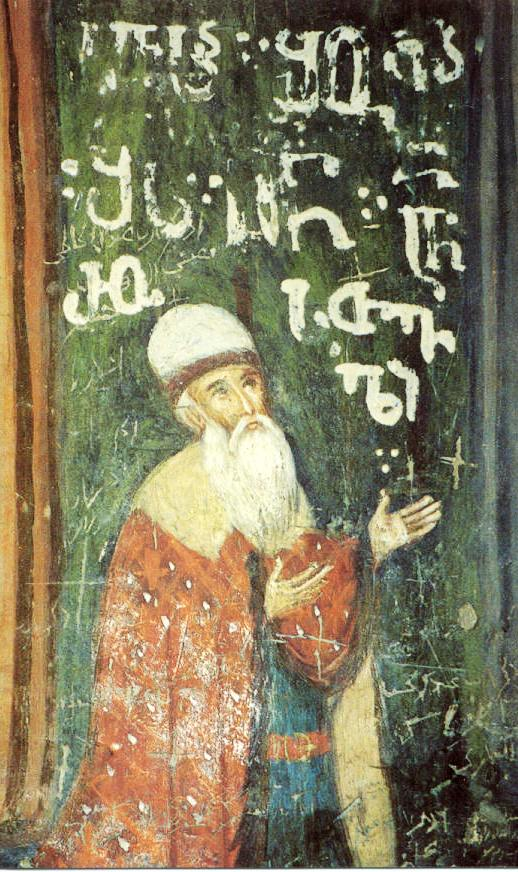
Xota Rustaveli (fresc del Monestir de la Creu a Jerusalem)

Xota Rustaveli (en georgià: შოთა რუსთაველი) (1172?-1216?) fou un poeta georgià, considerat no sols com el més gran exponent de la literatura georgiana sinó com un dels més grans de la literatura medieval. És autor de l'obra L'embolcallat amb pell de pantera (en georgià: ვეფხისტყაოსანი, Vepkhistkaosani) el poema èpic nacional de Geòrgia. És compost de més de 1.500 estrofes i és un càntic a l'esperit cavalleresc i a les virtuts humanes que reflecteix molt bé la Geòrgia medieval.
Rustaveli era príncep i tresorer ("Mechurchletujutsesi") de la reina Tamara de Geòrgia i pintor d'alguns frescs del monestir de la Creu georgià a Jerusalem. A un dels pilars del monestir hi ha el que es creu que és el seu retrat. Se sap ben poc de la vida de Rustaveli; fins i tot la data de naixement i de mort són desconegudes.
El significat del cognom Rustaveli és propietari de Rustavi o home de Rustavi. Rustavi és una ciutat Geòrgia.
L'embolcallat amb pell de pantera ha estat traduït a molts idiomes, fou imprès per primer cop el 1712, a Tbilisi. A l'Institut de Manuscrits de l'Acadèmia de Ciències de Geòrgia (a Tblisi) existeixen dos fulls del text del segle xvi, i algunes línies del poema pertanyen al segle xiv. La resta del poema pertany al segle xvii (manuscrit de 1653, H-54 de l'Institut de Manuscrits).
El premi més gran de la República de Geòrgia en art i literatura és el Premi Nacional Shota Rustaveli. El carrer principal de Tbilisi és l'Avinguda de Rustaveli. També són a Tbilisi l'Acadèmia estatal de teatre Rustaveli, l'Institut de literatura georgiana Shota Rustaveli de l'Acadèmia de Ciències de Geòrgia i l'estació de metro Xota Rustaveli.